# Medientechnologe Siebdruck

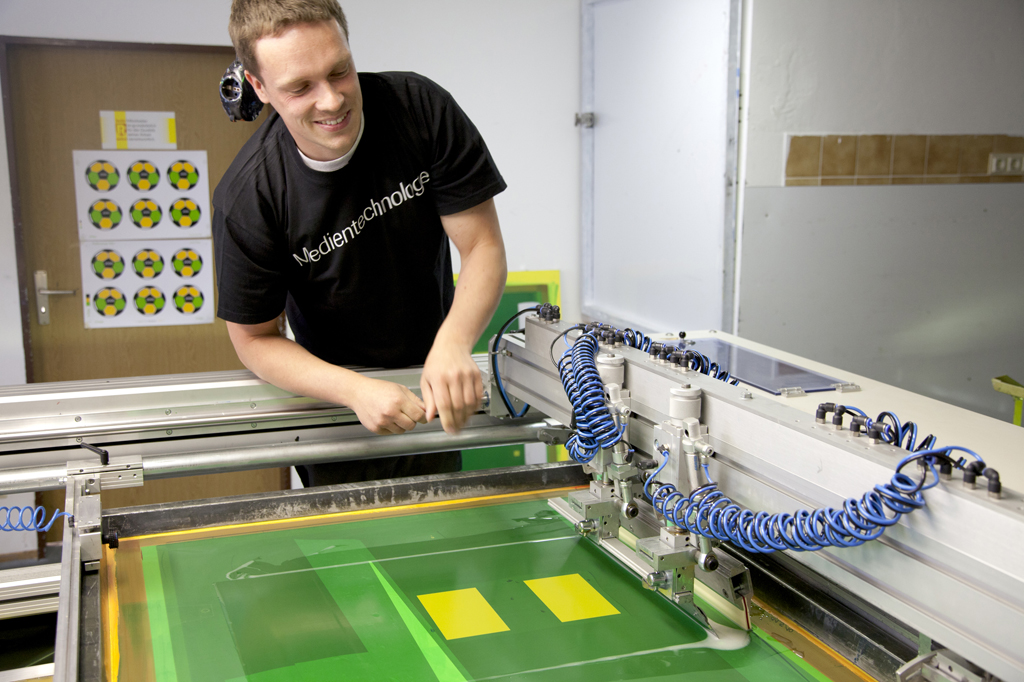
Ein Medientechnologe Siebdruck bei der Herstellung einer Vorlage

Der Medientechnologe Siebdruck steht ab dem 1. August 2011 in Deutschland als neuer staatlich anerkannter Ausbildungsberuf nach Berufsbildungsgesetz (BBiG) und Handwerksordnung zur Verfügung. Er ersetzt den Ausbildungsberuf Siebdrucker, dessen Ausbildungsvorschriften aus dem Jahr 2000 stammen und veraltet sind.

## Ausbildungsdauer und Struktur

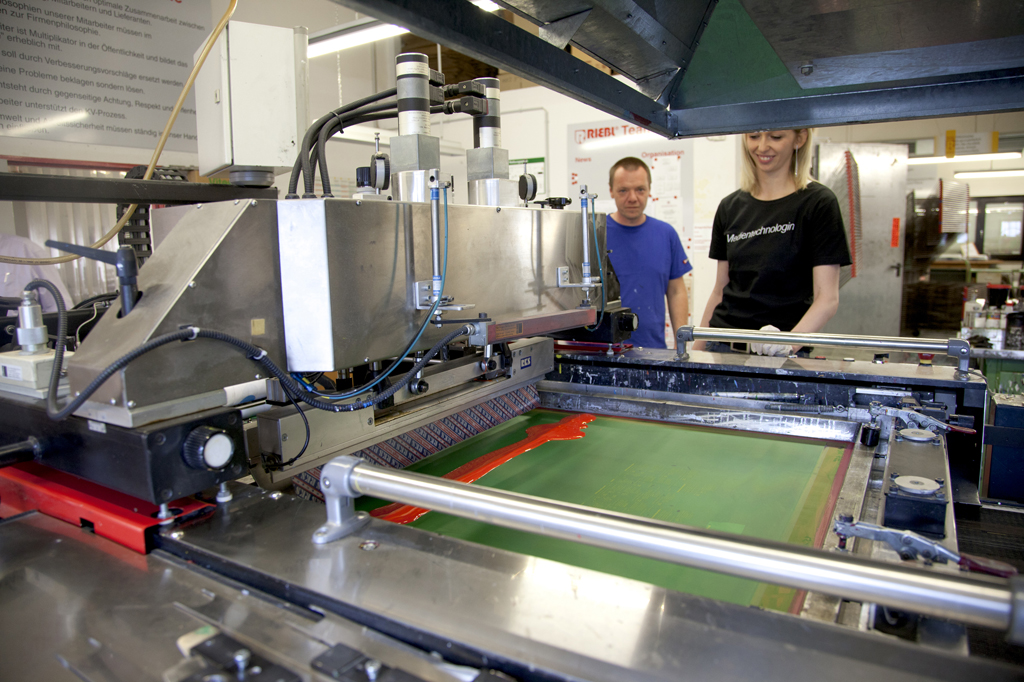
Typischer Arbeitsplatz eines Medientechnologen Siebdruck

Die Ausbildungsdauer zum Medientechnologen Siebdruck beträgt drei Jahre. Die Ausbildung erfolgt an den Lernorten Betrieb und Berufsschule.
Die Wahlqualifikationseinheiten bleiben als Strukturelement bestehen, werden aber inhaltlich aktualisiert. Im ersten Ausbildungsabschnitt sind folgende Wahlqualifikationseinheiten mit einem Umfang von 13 Wochen vorgesehen:
1. Standardisierter Siebdruck
2. Druckveredelung
3. Produktverarbeitung
4. Druckweiterverarbeitung
5. Kundenberatung
6. Schneidplotttechnik
7. Transfertechnik
8. Rotativer Siebdruck
9. Tampondruck
10. Datenvorbereitung Digitaldruck
11. Großformatiger Digitaldruck

Daneben werden weitere Wahlqualifikationseinheiten in einem Umfang von 26 Wochen im zweiten Ausbildungsabschnitt angeboten:
1. Bogensiebdruck
2. Rollensiebdruck
3. Körpersiebdruck
4. Technischer Siebdruck
5. Textilsiebdruck
6. Keramischer Siebdruck
7. Glassiebdruck[2]

## Zwischen- und Abschlussprüfung

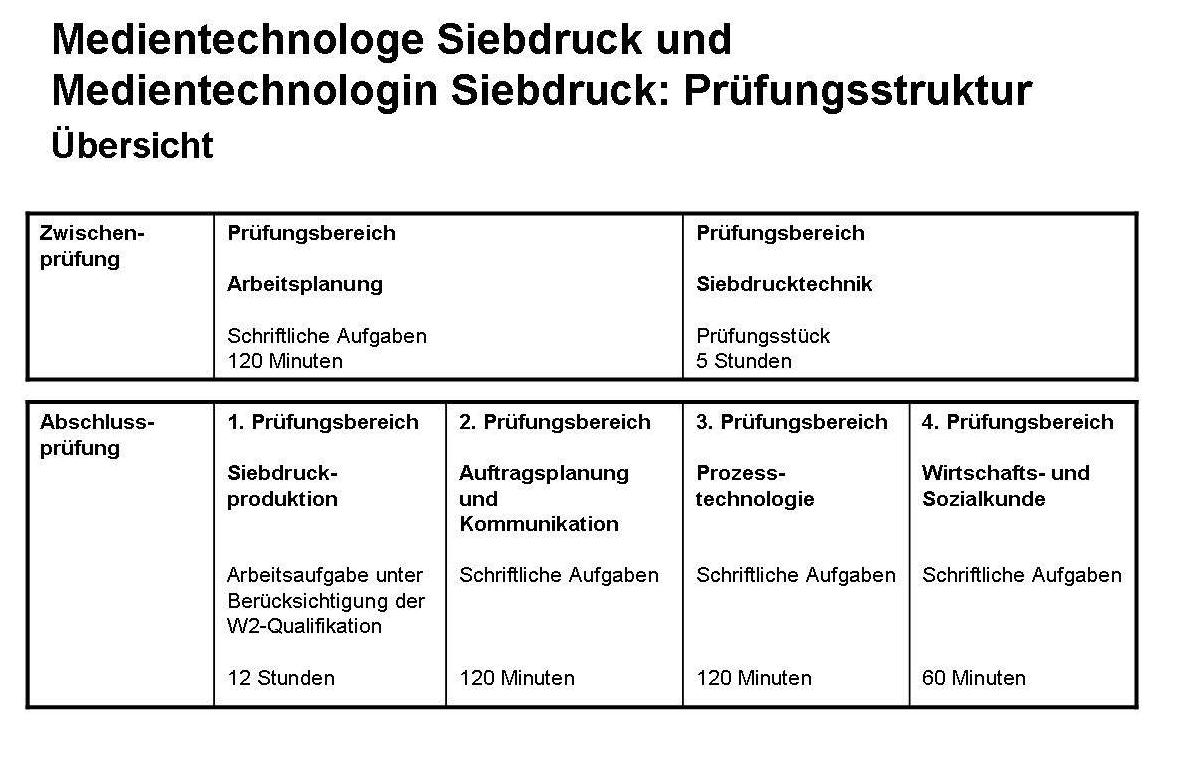
Übersicht über die Prüfung zum Medientechnologen Siebdruck

In diesem Beruf findet eine konventionelle Zwischen- und Abschlussprüfung statt (d. h. keine gestreckte Abschlussprüfung). Die Zwischenprüfung dient dazu, den Ausbildungsstand des Auszubildenden zu ermitteln. Sie soll ihm eine Information darüber geben, wo mögliche Defizite liegen, die bis zur Abschlussprüfung auszugleichen sind. Mit der Abschlussprüfung soll festgestellt werden, ob der Auszubildende die berufliche Handlungsfähigkeit erworben hat. Er soll nachweisen, „dass er die erforderlichen beruflichen Fertigkeiten beherrscht, die notwendigen beruflichen Kenntnisse und Fähigkeiten besitzt und mit dem im Berufsschulunterricht zu vermittelnden, für die Berufsausbildung wesentlichen Lehrstoff vertraut ist. Die Ausbildungsordnung ist zugrunde zu legen.“. Die Prüfungsaufgaben werden vom ZFA Druck-Medien bereitgestellt. Die Prüfung findet vor einer IHK statt, wenn die Ausbildung in einem Industriebetrieb stattfindet. Ansonsten ist die Handwerkskammer für die Durchführung der Prüfung verantwortlich.

### Zwischenprüfung
Die Zwischenprüfung umfasst die Inhalte der ersten drei Ausbildungshalbjahre und soll vor dem Ende des zweiten Ausbildungsjahres stattfinden. Es sind die beiden Prüfungsbereiche Arbeitsplanung und Siebdrucktechnik vorgesehen.
Im Prüfungsbereich Arbeitsplanung soll der Auszubildende Arbeitsschritte planen, Arbeitsmittel festlegen,
Materialien auswählen, Anforderungen des Arbeits-, Gesundheits- und Umweltschutzes sowie der Wirtschaftlichkeit berücksichtigen, Druckdaten und Druckformen erstellen und prüfen sowie gegebene Produkt- und Prozessdaten im Planungsprozess umsetzen, Einrichte- und Steuerungsprozesse an Druckmaschinen planen, dabei Wechselwirkungen von Materialien, Druckfarben, Bedruckstoffen und Druckmaschinen im Druckprozess berücksichtigen und siebdruckspezifische Berechnungen durchzuführen. Dieser Nachweis erfolgt durch die Bearbeitung schriftlicher Aufgaben in einem Umfang von 120 Minuten.
Im Prüfungsbereich Siebdrucktechnik stellt er ein Prüfungsstück her und dokumentiert seine Arbeiten. Für diese Aufgabe hat er fünf Stunden Zeit. Er soll dabei zeigen, in der Siebdruckvorstufe Daten übernehmen, Produktionsdaten erstellen und bearbeiten, Siebdruckformen herstellen und prüfen, Druckmaschinen auftragsbezogen einrichten, das Druckergebnis unter Berücksichtigung von Druckfarben, Bedruckstoffen und Maschineneinstellungen abstimmen und den Fortdruck starten, Druckprozesskontrollen während des Fortdrucks
durchführen, Parameter zu messen, prüfen und Ergebnisse dokumentieren sowie den Druckprozess und das Druckergebnis optimieren kann.

### Abschlussprüfung
Die Abschlussprüfung besteht aus vier Prüfungsbereichen:
- Siebdruckproduktion,
- Auftragsplanung und Kommunikation,
- Prozesstechnologie sowie
- Wirtschafts- und Sozialkunde.

#### Prüfungsbereich Siebdruckproduktion
Der Prüfungsteilnehmer stellt in zwölf Stunden mehrfarbige Siebdruckprodukte her. Dabei wird die Siebdruckvorstufe sowie die Siebdruckformherstellung mit in die Prüfungsleistung einbezogen. Die im Ausbildungsvertrag festgelegte Wahlqualifikationseinheit wird berücksichtigt.

#### Prüfungsbereich Auftragsplanung und Kommunikation
Der Prüfungsteilnehmer bearbeitet in 120 Minuten schriftlich Aufgaben zu folgenden Themengebieten:
- Kundenorientierte Planung, Durchführung und Dokumentation von Arbeitsabläufen unter Beachtung wirtschaftlicher, technischer, organisatorischer und personeller Vorgaben,
- Planung von Arbeitsschritten als integrierten Produktionsablauf unter Einbeziehung von Informationen vor- und nachgelagerten Produktionsbereiche,
- Strukturierung, Auswertung und Dokumentation von Auftragsdaten,
- Berücksichtigung der Eigenschaften Materialien, Druckfarben und Bedruckstoffen sowie deren Wechselwirkungen untereinander und mit den eingesetzten Druckmaschinen,
- Durchführung planungsrelevante Berechnungen.

#### Prüfungsbereich Prozesstechnologie
Der Prüfungsteilnehmer bearbeitet in 120 Minuten schriftlich Aufgaben zu folgenden Themengebieten:
- Unterscheidung von Druckverfahren hinsichtlich ihrer Einsatzgebiete, Zuordnung von Hauptproduktgruppen,
- Beurteilung und Nutzung von verarbeitungsspezifischen Parametern sowie Produktionsbedingungen in Bezug auf Druckmaschinen, Materialien, Bedruckstoffe, Druckfarben einschließlich Farbmischsysteme sowie Trocknung, betriebliche Rahmenbedingungen und Produktionsvorgaben,
- Anwendung qualitätssichernder Maßnahmen für die Optimierung des Druckergebnisses sowie Nutzung prozessbezogener Mess- und Kontrollelemente,
- Nutzung der sich aus den eingesetzten Techniken ergebenden Produktionsmöglichkeiten,
- Berücksichtigung der Anforderungen aus der Druckweiterverarbeitung,
- Beurteilung der Funktionen von Maschinenelementen sowie Maßnahmen zur Instandhaltung von Maschinen und Anlagen,
- Durchführung prozessbezogener Berechnungen.

#### Prüfungsbereich Wirtschafts- und Sozialkunde
Der Prüfungsteilnehmer bearbeitet in 60 Minuten schriftlich Aufgaben. Er weist nach, dass er allgemeine wirtschaftliche und gesellschaftliche Zusammenhänge der Berufs- und Arbeitswelt darstellen und beurteilen kann.

#### Gewichtung der Prüfungsbereiche
Die Prüfungsbereiche werden wie folgt gewichtet:
| Prüfungsbereich                   | Gewichtung |
| --------------------------------- | ---------- |
| Siebdruckproduktion               | 50 Prozent |
| Auftragsplanung und Kommunikation | 20 Prozent |
| Prozesstechnologie                | 20 Prozent |
| Wirtschafts- und Sozialkunde      | 10 Prozent |

#### Bestehensregelung
Die Prüfung ist bestanden, wenn die Leistungen im Gesamtergebnis mit mindestens „ausreichend“, im Prüfungsbereich „Siebdruckproduktion“ mit mindestens „ausreichend“, in mindestens zwei weiteren Prüfungsbereichen mit mindestens „ausreichend“ und in keinem Prüfungsbereich mit „ungenügend“ bewertet worden sind.

#### Mündliche Ergänzungsprüfung
Eine mündliche Ergänzungsprüfung von etwa 15 Minuten Dauer ist in den Prüfungsbereichen „Auftragsplanung und Kommunikation“, „Prozesstechnologie“ oder „Wirtschafts- und Sozialkunde“ möglich, wenn damit die Abschlussprüfung bestanden werden kann. Voraussetzung ist, dass diese Prüfungsbereiche mit schlechter als „ausreichend“ bewertet wurden. Eine mündliche Ergänzungsprüfung zur Verbesserung der Note ist nicht möglich.

## Kodifizierte Zusatzqualifikationen
Die Ausbildungsordnung sieht vor, dass nicht gewählte Wahlqualifikationseinheiten als Zusatzqualifikation separat geprüft werden können. Dies ist für die Wahlqualifikationseinheiten Tampondruck sowie Großformatiger Digitaldruck möglich.